# Nectocaecilia petersii
Genre
Espèce
Synonymes
- Chthonerpeton petersii Boulenger, 1882

Statut de conservation UICN

 LC  : Préoccupation mineure
Nectocaecilia petersii, unique représentant du genre Nectocaecilia, est une espèce de gymnophiones de la famille des Typhlonectidae.

## Répartition
Cette espèce se rencontre dans l'État d'Amazonas au Venezuela et dans l'État d'Amazonas au Brésil.
Sa présence est incertaine en Colombie.

## Étymologie
Cette espèce est nommée en l'honneur de Wilhelm Peters.

## Publications originales
- Boulenger, 1882 : Catalogue of the Batrachia Gradientia s. Caudata and Batrachia Apoda in the collection of the British Museum, ed. 2, p. 1-127 (texte intégral).
- Taylor, 1968 : The Caecilians of the World: A Taxonomic Review. Lawrence, University of Kansas Press.